# Димчо Дебелянов (нос)
Носът Димчо Дебелянов (на английски: Debelyanov Point) е свободен от лед морски нос от северозападната страна на входа към залива Мичъл, остров Робърт. Разположен на полуостров Алфатар, 3,81 km югоизточно от нос Форт Уилям, 2,84 km северозападно от нос Негра, и 6,33 km на север-североизток от нос Спарк на остров Гринуич. Районът е посещаван от ловци на тюлени през XIX век.
Координатите му са: 62°23′36.3″ ю. ш. 59°40′08″ з. д. / 62.393417° ю. ш. 59.668889° з. д..
Наименуван е на българския поет Димчо Дебелянов (1887 – 1916). Името е официално дадено на 12 август 2008 г. Обнародвано е с указ на Президента на Република България от 31 май 2016 г.
Картографиране българско от 2009 г.

## Карти
- L.L. Ivanov. Antarctica: Livingston Island and Greenwich, Robert, Snow and Smith Islands. Scale 1:120000 topographic map. Troyan: Manfred Wörner Foundation, 2009. ISBN 978-954-92032-6-4